# Jerry Moffatt
Jeremy Charles Moffatt meglio conosciuto come Jerry Moffatt (Leicester, 18 marzo 1963) è un arrampicatore britannico.
Ha praticato le competizioni di difficoltà, l'arrampicata in falesia e il bouldering.

## Biografia
Iniziò ad arrampicare nel 1978 a quindici anni con il club d'arrampicata della sua scuola, il St David's College a Llandudno. Nei primi anni ottanta si dedicò all'arrampicata trad, molto diffusa in Gran Bretagna.
Nel 1982 a 19 anni il padre gli pagò il primo viaggio negli Stati Uniti, dove salì quattro delle vie più dure del paese al tempo. Fece infatti la seconda salita di Genesis 7c/5.12d e Psycho Roof 7c/5.12d, entrambe nell'Eldorado Canyon. Superò in stile flash Supercrack 7b+/5.12c nello Shawangunks ed Equinox 7c/5.12d a Joshua Tree.
Alla metà degli anni ottanta fu uno degli arrampicatori di punta (se non quello considerato il migliore al mondo). Fu il primo a salire a vista vie di grado 7b+, 7c e 7c+.
Nel 1984 tornò in Yosemite per salire a vista Phoenix 7c+/5.13a. Lo stesso anno superò in stile flash Chimpanzidrome 7c+ a Saussois. Nel 1985 e 1986 fu colpito da una tendinite, per la quale dovette operarsi. Nel 1987 riprese ad arrampicare, ripetendo vie famose come Le Rose et le Vampire e Le Minimum 8b+ a Buoux. Nel 1990 salì Liquid Ambar, il primo 8c della Gran Bretagna.
Per quanto riguarda le competizioni si dedicò con ottimi risultati alle prime gare di arrampicata, fino al 1990, prendendo parte alle prime due edizioni della coppa del mondo difficoltà.
Ha aperto a Sheffield una palestra indoor di arrampicata chiamata The Foundry.

## Palmarès

### Coppa del mondo
|      | 1989 | 1990 |
| ---- | ---- | ---- |
| Lead | 3    | ?    |

## Falesia

### Lavorato
- 8c/5.14b:
  - Progress - Kilnsey (UK) - 1995 - Prima salita
  - Evolution - Raven Tor (UK) - 1995 - Prima salita[3]
  - Liquid Ambar - Pen Trwyn (UK) - 1990 - Prima salita e primo 8c in Gran Bretagna
- 8b+/5.14a:
  - Punks in the Gym - Grampians (AUS) - 1992 - Via di Wolfgang Güllich del 1985
  - Stone Love - Frankenjura (GER) - 1988 - Prima salita
  - To Bolt Or Not To Be - Smith Rock (USA) - 1988 - Via di Jean-Baptiste Tribout del 1986
  - White Wedding - Smith Rock (USA) - 1988 - Via di Jean-Baptiste Tribout del 1988
  - Scarface - Smith Rock (USA) - 1988 - Via di Scott Franklin del 1988
  - La Spectre des Surmutant - Buoux (FRA) - 1988 - Via di Jean-Baptiste Tribout del 1987
  - Le Minimum - Buoux (FRA) - 1987 - Terza salita della via di Marc Le Menestrel del 1986
  - Le Rage de Vivre - Buoux (FRA) - 1987 - Seconda salita della via di Antoine Le Menestrel del 1986

### A vista
Ha scalato fino all'8a a vista.

## Boulder
- 8B/V13:
  - The Ace - Stanage (UK) - 2002 - Prima salita
  - The Dominator - Yosemite (USA) - 1993 - Prima salita
- 8A+/V12:
  - Nutsa - Rocklands (ZA) - 2002 - Passaggio di Fred Nicole del 2000
  - Stick It - Yosemite (USA) - 1991 - Prima salita
  - Superman - Cressbrook (UK) - 1988 - Prima salita

## Arrampicata trad
- Samson (E9 7b) - Burbage South (UK) - 1997

## Libri
- Revelations - 2009 - Autobiografia (In copertina su Ulysses a Stanage - E6 6b)

## Filmografia
- The Real Thing - 1996 - Video con Ben Moon sull'arrampicata in Gran Bretagna e Francia
- Hard Grit - 1998 - Video sull'arrampicata in Gran Bretagna